# Kopalův památník
Kopalův památník na Komenského náměstí ve Znojmě je pozdně empírová kulturní památka postavená v roce 1853 připomínající moravského důstojníka v armádě Rakouského císařství Karla von Kopala.
Památník byl zbudován dle stavebních plánů vídeňského architekta Paula Sprengera a návrhu vídeňského sochaře Antona Ferkorna. Na čtyřbokém stupňovitém podstavci je umístěn hranolový sokl s žulovým obeliskem, vrchol obelisku je korunován sochou římské bohyně Viktorie. Podoba památníku se několikrát měnila v závislosti na státním zřízení a převládajících náladách ve společnosti. Mezi lety 2009 až 2021 docházelo etapově k navrácení původního vzhledu památníku.

## Historie

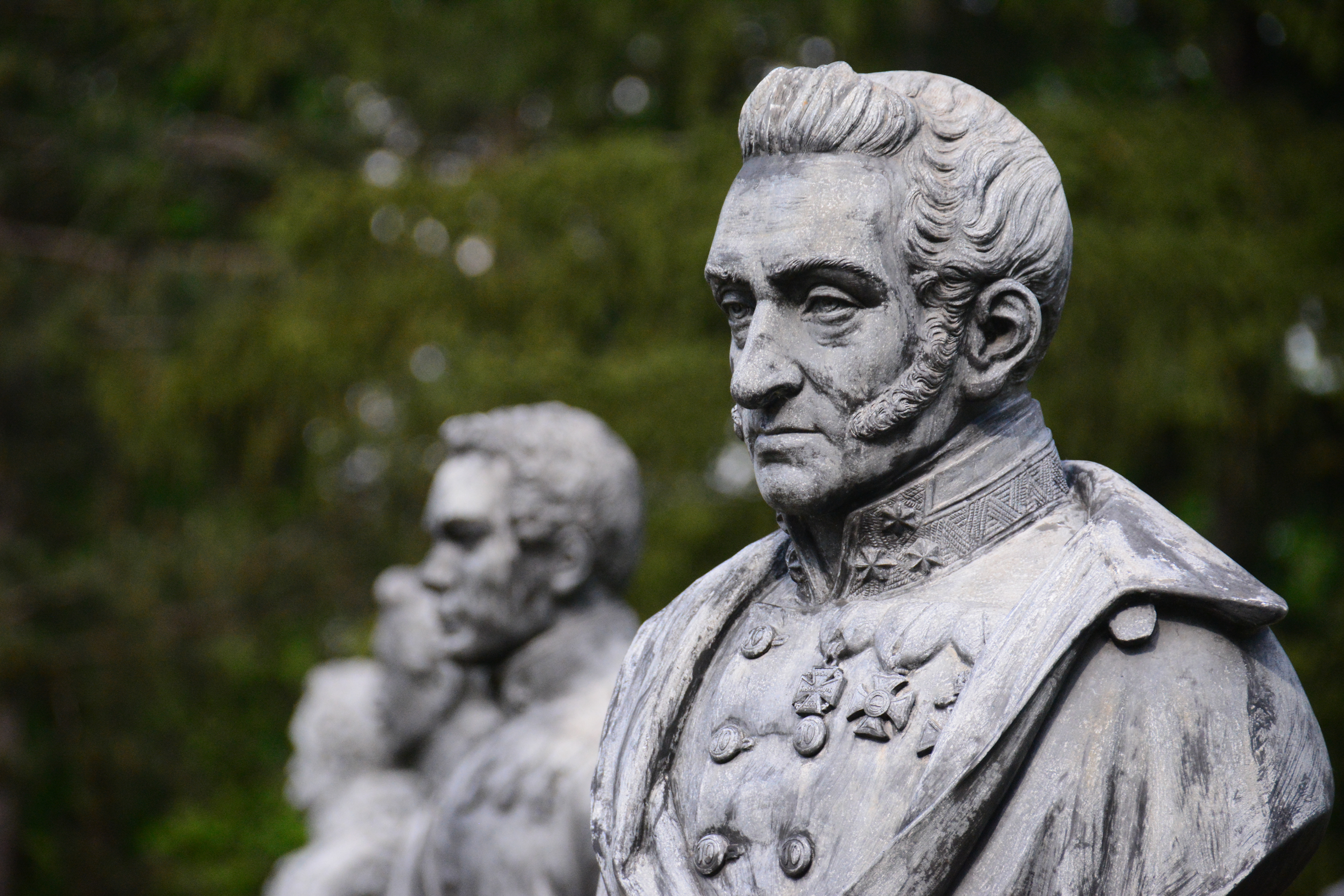
Busta Karla von Kopala v památníku Heldenberg

### Vznik
Původně měl být pomník postaven v Ctidružicích, v rodišti Karla von Kopala. Dne 12. srpna 1849 se v brněnských regionálních novinách objevila první výzva k veřejné sbírce na pomník. K 13. říjnu 1849 bylo pro stavbu pomníku vybráno více než 845 zlatých. Na výstavbu přispěl mj. maršál Radecký (50 zlatých) nebo císař Ferdinand I. Dobrotivý. První plány na postavení památníku existovaly již v roce 1850 a v Ctidružicích byl pro stavbu ustaven speciálně založený výbor. Vzhledem k tomu, že Ctidružice jako malá obec nebyly dostatečně navštěvovány, bylo na žádost mnoha Znojemanů místo stavby nakonec přesunuto do Znojma. Město Znojmo nabídlo jako místo instalace památníku prostor před tzv. Císařskou bránou (zbořena v roce 1863), bylo rovněž připraveno toto místo odpovídajícím způsobem upravit na své náklady. Předseda výboru Matthäus Elsinger žádal opakovaně 18. února a poté 3. listopadu roku 1852 císaře Františka Josefa I. o převod děloviny nezbytné pro odlévání postavy bohyně a některých emblémů, což císař o několik dní později schválil. Jednalo se o zajatá děla pocházející z války s Piemontem a italskými vzbouřenci, kde se Karel Kopal roku 1848 vyznamenal v boji. Za vojenské zásluhy byl oceněn vojenským řádem Marie Terezie, císařským rakouským řádem Leopoldovým, Řádem železné koruny, dělovým křížem a stal se legendou rakouské armádní tradice.
Slavnostní odhalení proběhlo 16. října 1853 za účasti významných osobností Znojma a celé Moravy, potomků Karla Kopala, jeho přátel a spolubojovníků. Uskutečnil se také církevní obřad. Den odhalení byl zakončen čestnou salvou a plesem.
| „                                                     | Pomník byl vystaven díky nadšenému úsilí občanů – vlastenců, kteří ctí válečnou slávu synů své vlasti. Mezi četnými přáteli oslavovaného Karla Kopala zaujal ústřední pozici výbor, který vytvořili František Doležal, rentmistr města Znojma, Matyáš Elsinger, obchodník a měšťan ve Vídni, Wilhelm Haßfurter, c. k. koncipista u dvora ve Vídni, a Franz Perintzer, c. k. polní kaplan, všichni Moravané, jejichž pílí a za nejvřelejší pomoci Jeho Excelence c. k. polního maršál-poručíka Kempena von Fichtenstamma se podařilo shromáždit šlechetné příspěvky na realizaci tohoto pěkného díla a dovést vše do zdárného konce. | “ |
| — Český překlad úryvku ze zakládací listiny památníku | |   |

Dne 2. ledna 1864 bylo náměstí, kde se památník nacházel, městským zastupitelským úřadem označeno jako Kopalovo náměstí.

### Poválečné období

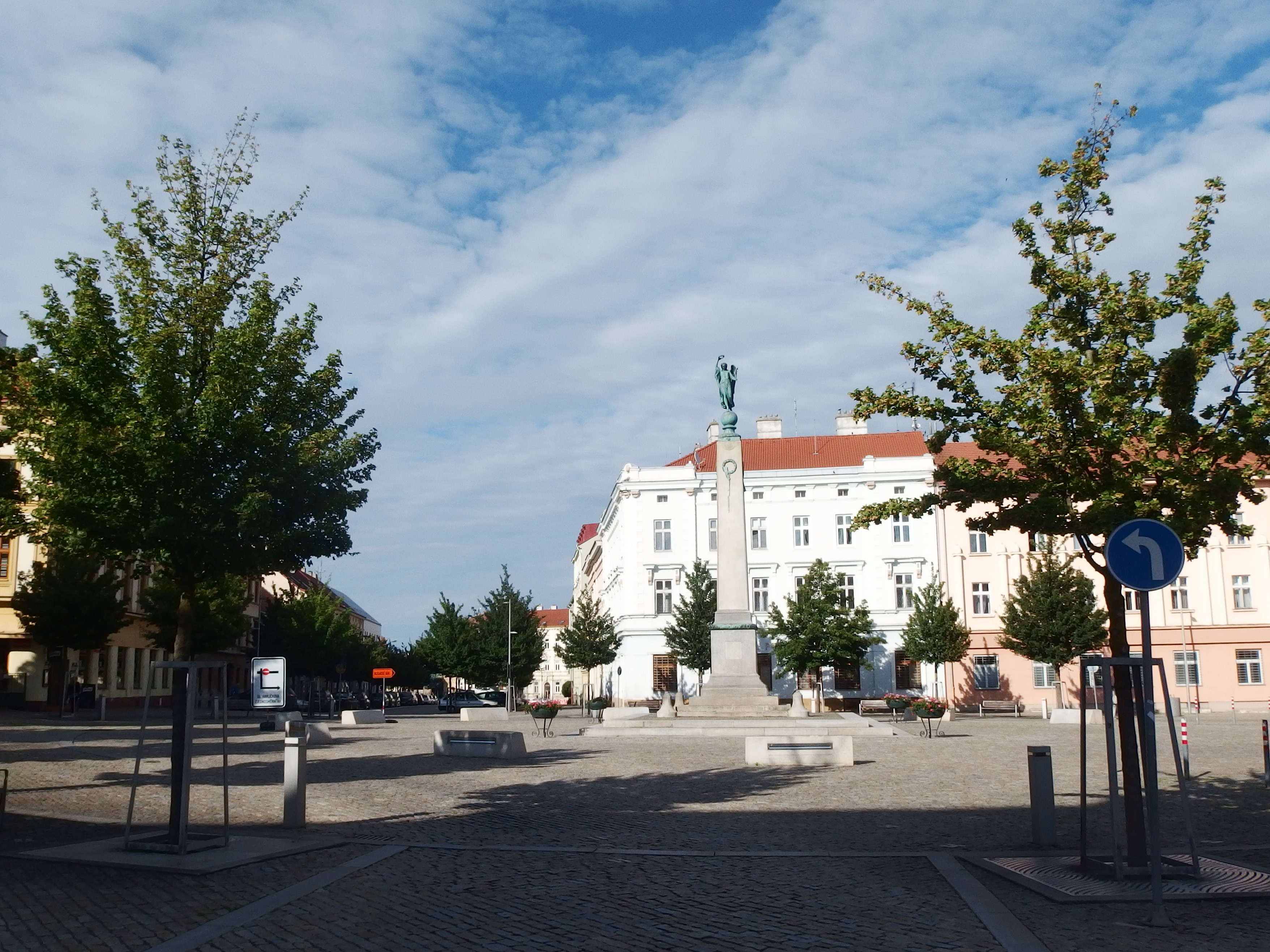
Komenského náměstí ve Znojmě

Po vzniku Československa bylo Kopalovo náměstí roku 1920 přejmenováno na Komenského náměstí. Pomníku hrozil zánik v rámci vlny tzv. odrakouštění. Národní socialisté ve vedení města navrhovali radikální řešení, které požadovalo nahradit bohyni Viktorii (Níké) na vrcholu pomníku českým lvem. Proto byl památník roku 1923 upraven v duchu módního čechoslovakismu a republikánství na „Pomník vítězství 28. října“. Byly odstraněny bronzové atributy výzbroje a výstroje c. k. polních myslivců. Byly také odsekány všechny pamětní nápisy na pomníku. Došlo k osazení bronzových erbů čtyř zemí nového Československa a legionářské helmy, ozdobný bronzový pás dubového listí byl přetaven na listí lipové. Fernkornovo dílo, socha Viktorie, na zásah muzejního kustoda Antona Vrbky a starosty Josefa Mareše zůstala zachována.
V říjnu 1938 byl pomník tehdejší výzdoby (s výjimkou lipového listí) zbaven. V létě 1939 se na obelisk díky finančnímu daru baronky Františky Kopalové navrátily staré bronzové atributy polních myslivců uložené do té doby v muzeu. K obnovení nápisů nedošlo. Po druhé světové válce byl pomník opět zbaven výzdoby a sejmuté atributy se ztratily.
Od roku 1973 je památník zapsán do státního seznamu kulturních památek. Jedná se o jeden z mála monumentálních empírových památníků v českých zemích.
Roku 2008 rozhodla znojemská radnice o rekonstrukci památníku. Památník a celé okolní náměstí prošly v letech 2009–2010 generální obnovou. Plocha náměstí byla v 1. a 2. pol. 20. století poznamenána vrstvami úprav. Kolem památníku se nacházel travnatý středový kruh s dřevinami a později květinami různé úpravy. Zeleň byla vyhodnocena jako nezapadající do původní klasicistní koncepce náměstí. Parkový pás, přerušený na hranách náměstí, byl po rekonstrukci prostorově propojen novým kruhovým prstencem stromů kolem památníku, aby bylo dosaženo dojmu kontinuity zeleně. Bylo instalováno osm zemních světel, které monument osvětlují.
U paty památníku byl roku 2009 objeven základní kámen se schránkou obsahující dobový dokument pojednávající o jeho vzniku, stavbě a průběhu slavnostního odhalení.
Změnou v politickém vedení města na podzim 2010 nemohla být rekonstrukce památníku dokončena podle původních představ, které počítaly také s instalací německých nápisů připomínajících význam Karla von Kopala. Nápisy byly uloženy do depozitáře muzea, deska připomínající datum odhalení na západní straně pomníku nebyla rovněž obnovena. Roku 2012 se na obelisk navrátily repliky bronzových atributů c. k. polních myslivců – na vavřínových věncích zavěšená puška s bajonetem, vojenská trubka, klobouk a torna. Český překlad německých textů o Karlu von Kopalovi byl umístěn ve čtyřech bronzových pásech na úpatí nových žulových schodů pod památníkem.
V září roku 2021 došlo k obnovení bronzových pamětních nápisů na obelisku památníku.

## Popis

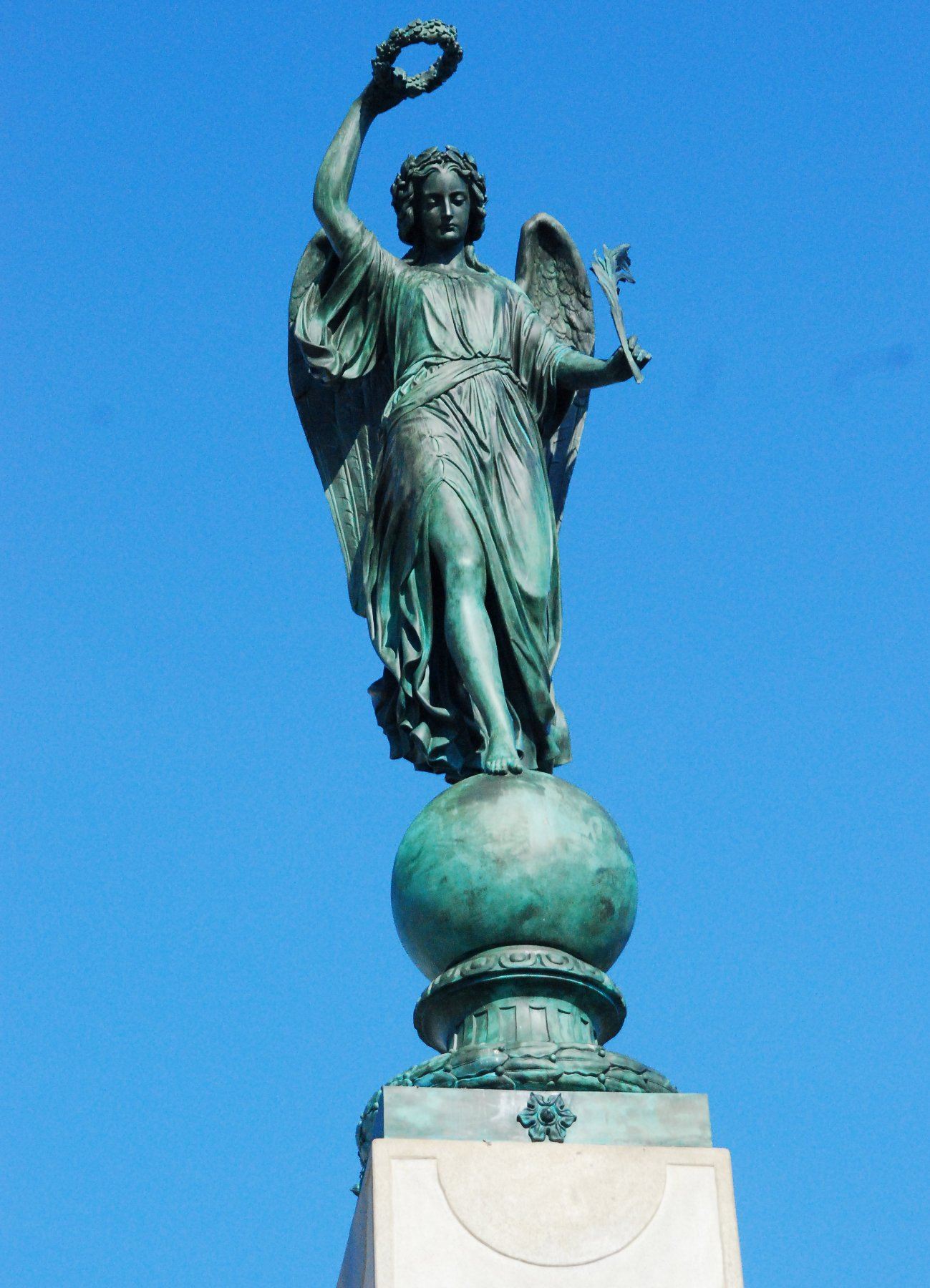
Bohyně vítězství Viktoria na obelisku

Autorem návrhu památníku byl rakouský architekt Paul Wilhelm Eduard Sprenger. Návrh samotného pomníku na čtyřbokém stupňovitém podstavci ve tvaru štíhlého žulového obelisku z lomu ve Studené vytvořil německo-rakouský dvorní sochař Anton Dominik von Fernkorn, který rovněž patřil k iniciátorům výstavby památníku. Přeprava celkem 56 tun žuly do Znojma trvala tři dny. Vrchol obelisku byl osazen kovovou deskou a reliéfem rostlinného dekoru, na podstavci a kovové kouli byla navržena bronzová socha římské bohyně vítězství Viktorie (v řecké mytologii Níké) o výšce 2 sáhů 1 stopy a 2 palců (přibližně 4,2 metru) s rozepjatými křídly, v pravé ruce držící věnec, v levé ruce ratolest. Knížecí Salmova huť vyrobila odlitky z kovu ukořistěných piemontských děl. Celková výška památníku v době jeho odhalení činila 12 metrů, samotný obelisk byl vysoký 7,6 metru.
Další kovové ozdoby tvořila výzbroj a výstroj polních myslivců – na vavřínových věncích zavěšené: na západní straně puška s bajonetem, směrem na jih vojenská trubka, na východní straně lovecký klobouk a ze severní strany torna.
Na západní straně obelisku byl nápis: DEM HELDEN VON SANTA LUCIA UND VICENZA CARL VON KOPAL (Hrdinovi od Svaté Lucie a Vicenzy, Karlu von Kopalovi), na jižní straně: K. K. OBERST DES 10. FELD-JÄGER-BATALLION : RITTER DES MARIA THERESIEN- UND OEST. LEOPOLD- ORDENS : PATRICIER ZU FIUME UND BUCCARI (C. k. plukovníku 10. batalionu polních myslivců : Rytíři Vojenského řádu Marie Terezie a rakouského Leopoldova řádu : Patricijovi z Fiume a Bakaru), na východní straně: GEBOREN ZU SCHIDROWICZ BEIM ZNAIM DEN 3. FEBRUAR 1788 (Narozenému v Ctidružicích u Znojma 3. února 1788), na severní straně: GESTORBEN AN DEN VON DEM FEINDE ERHALTENEN WUNDEN AM 17. JUNI 1848 (Jenž podlehl zraněním od nepřítele dne 17. června 1848).

## Kopalova invalidní nadace pro veterány

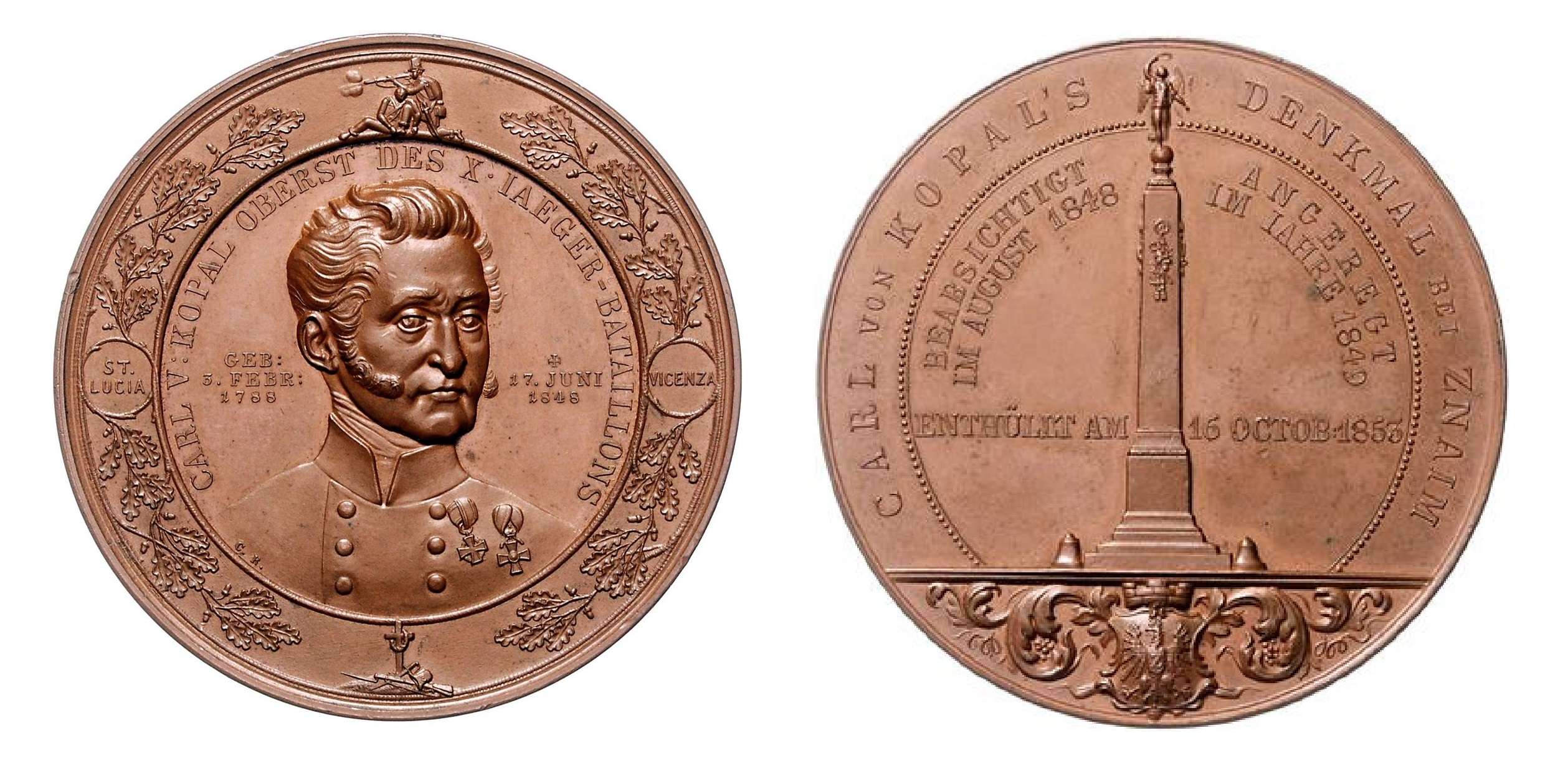
Avers a revers Kopalovy pamětní medaile

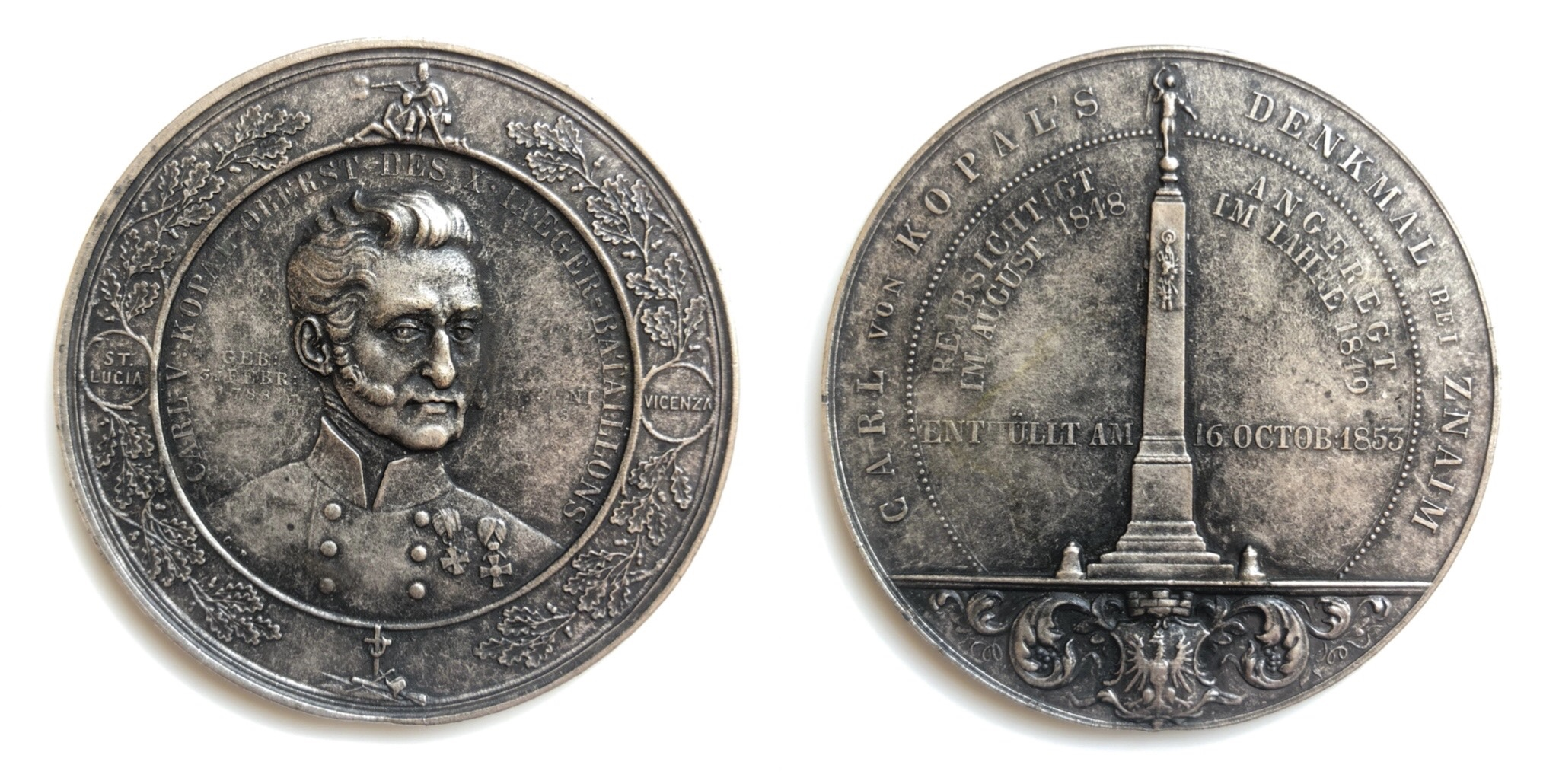
Stříbrný exemplář Kopalovy pamětní medaile

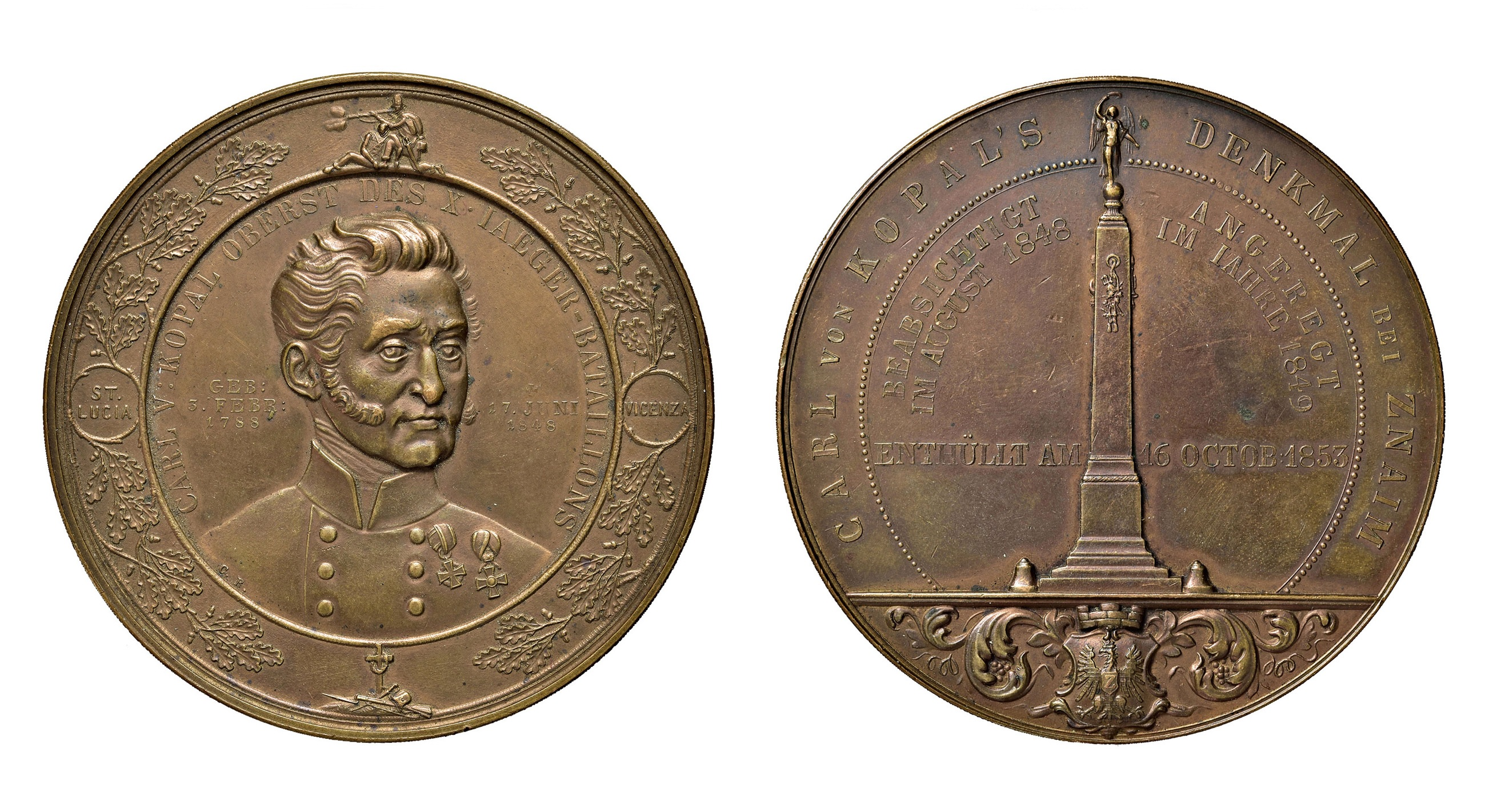
Bronzový exemplář Kopalovy pamětní medaile

### Kopalova pamětní medaile
V návaznosti na odhalení Kopalova památníku v roce 1853 byla v dubnu 1854 založena Kopalova invalidní nadace pro veterány 10. praporu polních myslivců. Základ nadace tvořil zůstatek sbírky na Kopalův památník (1 082 zlatých), který byl investován a nadace se financovala z úroků. Další finance měly být pro nadaci získávány dobrovolnými dary a také z výnosu prodeje pamětní Kopalovy medaile. Medaile byla ražena v počtu 700 kusů převážně v mědi, v několika kusech ve stříbře a v bronzu, vzácně existuje také v postříbřené variantě a pravděpodobně minimálně jeden kus byl ražen ve zlatě. Ražbu medailí v c. k. Hlavním mincovním úřadu povolil císař František Josef I. bezúplatně. Z nadačních prostředků došlo k zaopatřeni tří válečných invalidů. Jejich úkolem bylo střežit památník a pečovat o údržbu jeho okolí. Hlídači náležela odměna 10 zlatých měsíčně. Znojemská městská rada poskytovala příspěvek na bydlení na jednoho invalidu ve výši 20 zlatých za rok.

### Kopalova invalidovna

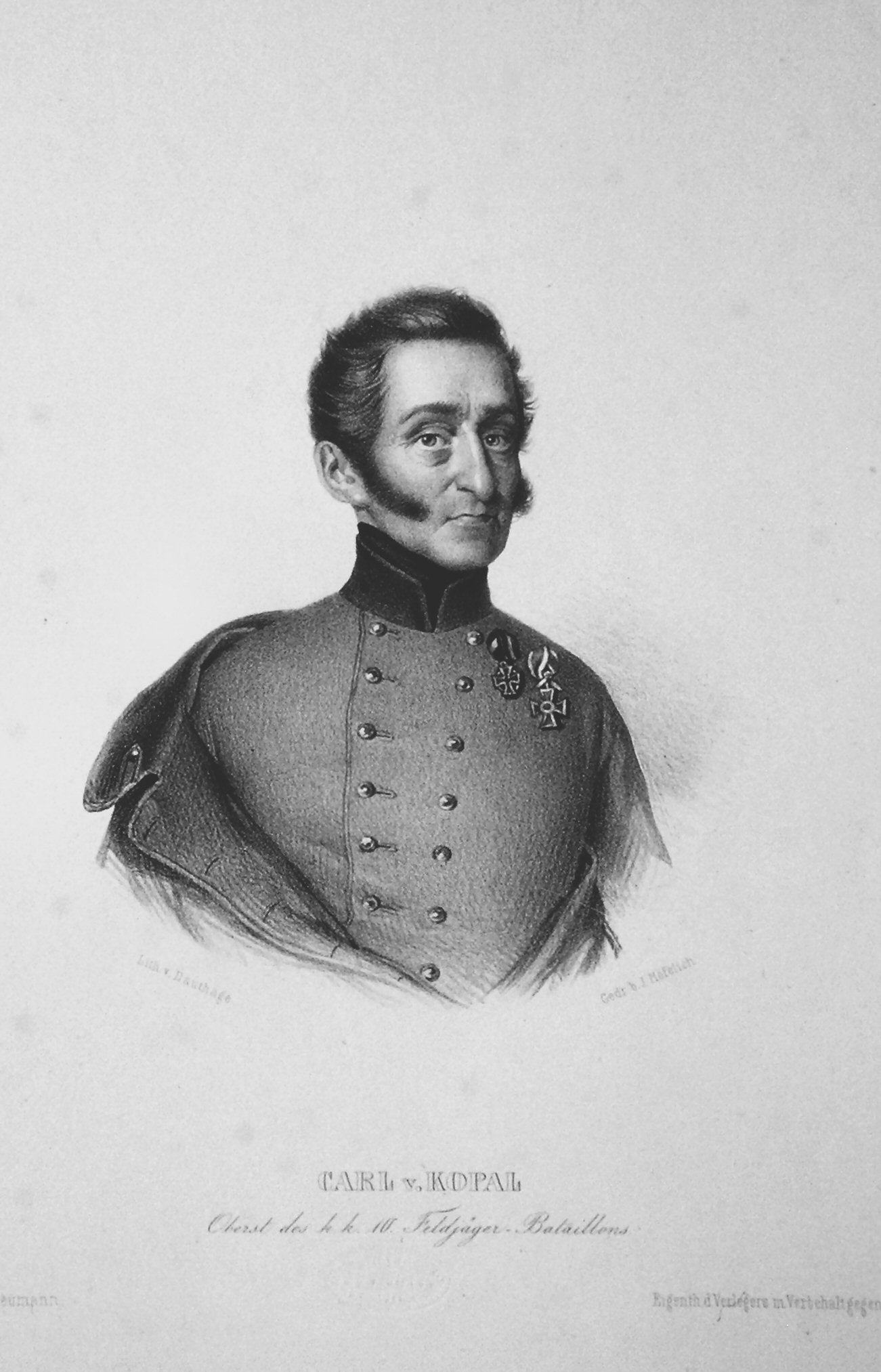
Karel Kopal (kolem roku 1848)

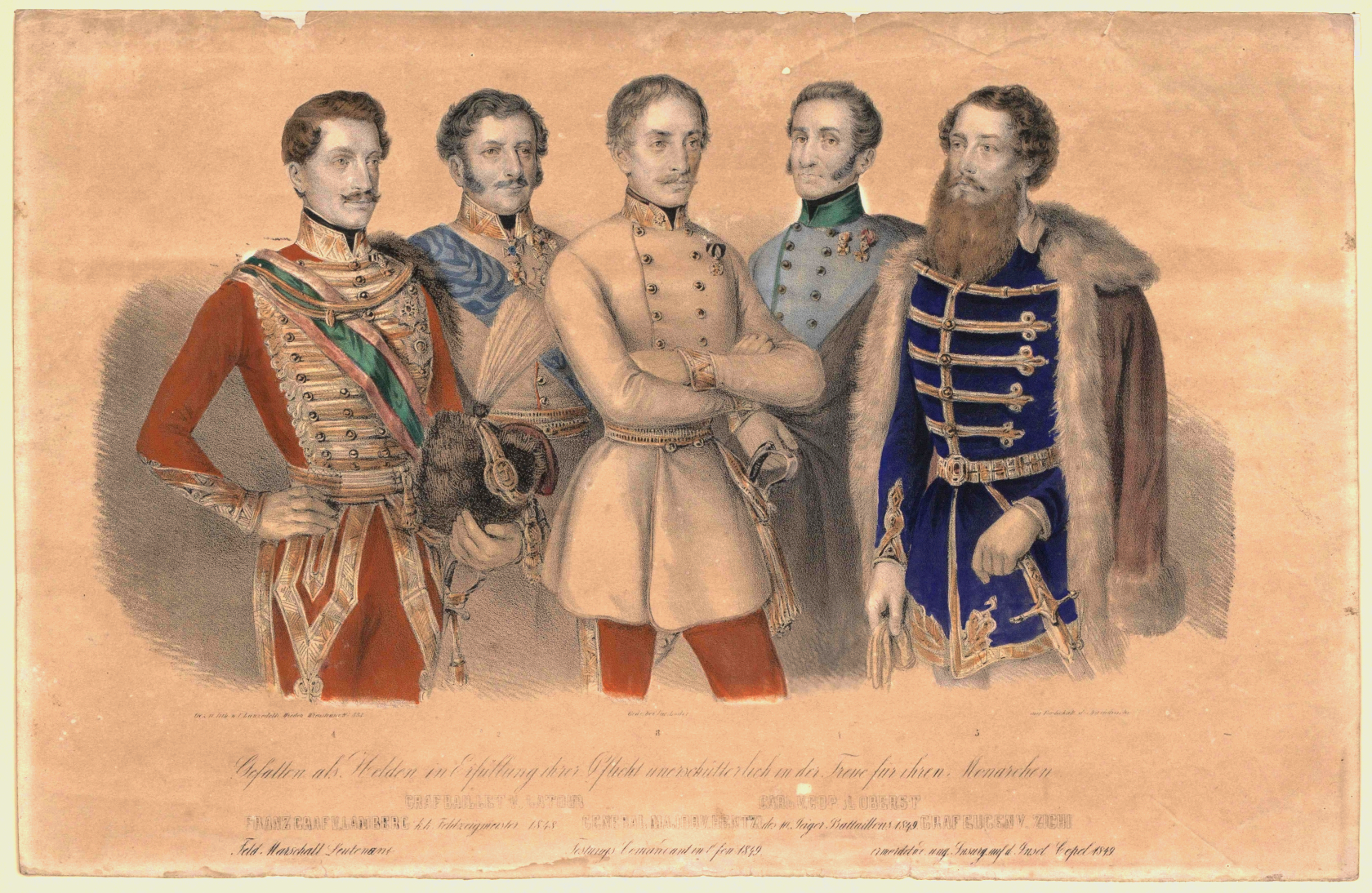
Karel von Kopal (druhý zprava) na vyobrazení z roku 1851

Vznikla rovněž potřeba sehnat pro strážce památníku vhodné ubytování. Vytvořila se iniciativa pro výstavbu obytného domku – invalidovny pro hlídače. Za přispění šlechtických mecenášů byl projekt za 2 064 zlatých realizován. Invalidovna byla vystavěna ve švýcarském stylu z cihlového zdiva na kamenném soklu. Jednalo se o přízemní stavbu obdélníkového tvaru přibližně 12 metrů dlouhou a 6 metrů širokou. Delší (hlavní) strana směřovala na promenádu, štítová strana směřovala k Císařské bráně. Zdobena byla ornamenty z terakotově natřeného dřeva a jemnou maltovou nazelenalou omítkou. Na jednom konci střechy visela císařská vlajka a na druhém konci vlajka moravská. Na přední straně budovy byl uveden nápis z kovových písmen „SCHUTZ FÜR SCHUTZ“ (Ochrana za ochranu). K slavnostnímu otevření invalidovny došlo v den čtvrtého výročí odhalení památníku – 16. října 1857.

### Strážci památníku
- Josef Mahrer – první strážce, po boku Karla Kopala v bitvě u Goita na jaře 1848 přišel o pravou nohu
- Josef Sailer (1873–1898)
- Johann Pfoser (1898–1904)
- František Tomšíček (1904–1905)
- František Olešovský (1905–1909)
- Johann Rössel (1909–1919)[37]

### Kopalův kabinet
Kromě prostor, které užíval strážce pomníku, se v invalidovně nacházela také místnost se samostatným vstupem, tzv. Kopalův kabinet. Muzejní místnost měla sloužit jako připomínka vojenských úspěchů Karla Kopala v Itálii v roce 1848. Strážce místnost ukazoval případným zájemcům.
Inventář byl k roku 1864 tvořen:
- kostmi paže plukovníka Kopala v kazetě z leštěného dřeva lemované fialovým sametem;[8]
- olejomalbou Kopalovy signální trubky;[39]
- prachovnicí z Kopalova majetku;
- vojenským pláštěm, ve kterém byl Karel Kopal zraněn u Monte Berica;
- šavlí, kterou Karel Kopal ukořistil během tažení v roce 1809;
- dělovým křížem, který Karel Kopal obdržel za účast v bojích mezi lety 1813–1814;
- portrétem Karla Kopala;
- albem s biografií Karla Kopala;
- papežským rytířským Řádem sv. Řehoře Velikého včetně stuhy polního maršála hraběte Radeckého;
- sklenicí maršála Radeckého;
- spisem se stručnými dějinami c. k. 10. praporu polních myslivců ve válce v letech 1848–1849;
- zakládací listinou Kopalovy invalidní nadace v dubovém ozdobném rámu;
- dalšími uměleckými předměty a literaturou k válečným dějinám.[40][41]

Císař František Josef I. při návštěvě Znojma v roce 1866 navštívil také invalidovnu a Kopalův památník.
Dne 12. května 1910 byl kabinet přesunut z invalidovny do nově vzniklé expozice městského muzea, do vstupního foyer znojemského hradu (do tzv. Zeměpanského sálu). Po první světové válce byl na konci roku 1918 kabinet přestěhován do východního křídla znojemského zámku. Část sbírky byla navrácena rodině Brand-Kopalů.
Roku 1928 byl po Karlu Kopalovi pojmenován dolnorakouský motorizovaný prapor vojenské policie č. 3. Bylo navrženo, aby se upomínkové předměty shromáždily v místě působení praporu ve Stockerau. V roce 1930 pravnuk Karla Kopala Bohumil Brand-Kopal obohatil sbírku o části uniformy Karla Kopala a dělový kříž. Do sbírky přispěl i rakouský císařský dům, např. zakrvaveným límcem uniformy Františka Josefa I., kterou měl císař na sobě v roce 1853 při neúspěšném pokusu o atentát. Inventář byl dále tvořen medailonem plukovníka Kopala, který byl vyroben z knoflíku válečného kabátu jeho syna Roberta (zahynuvšího roku 1866 ve vítězné bitvě u Custozy), nožem, kterým byl v roce 1848 po zranění rozříznut Kopalův vojenský kabát, Kopalovou puškou, vycházkovou holí, ukořistěným kanónem a dalšími předměty. Dne 12. července 1931 došlo k otevření muzea připomínajícího Karla Kopala a 10. prapor polních myslivců za účasti spolkového ministra národní obrany Carla Vaugoina. V roce 1938 byly sbírky předány do úschovy Vojenskému historickému muzeu ve Vídni.
Dům invalidovny ztratil svůj původní význam a roku 1930 byl demolován. V témže roce byl na místě invalidovny postaven meteorologický altánek. Po roce 1945 došlo i ke zrušení Kopalova kabinetu. V současnosti se nachází ve sbírkách Jihomoravského muzea ve Znojmě.

## Galerie

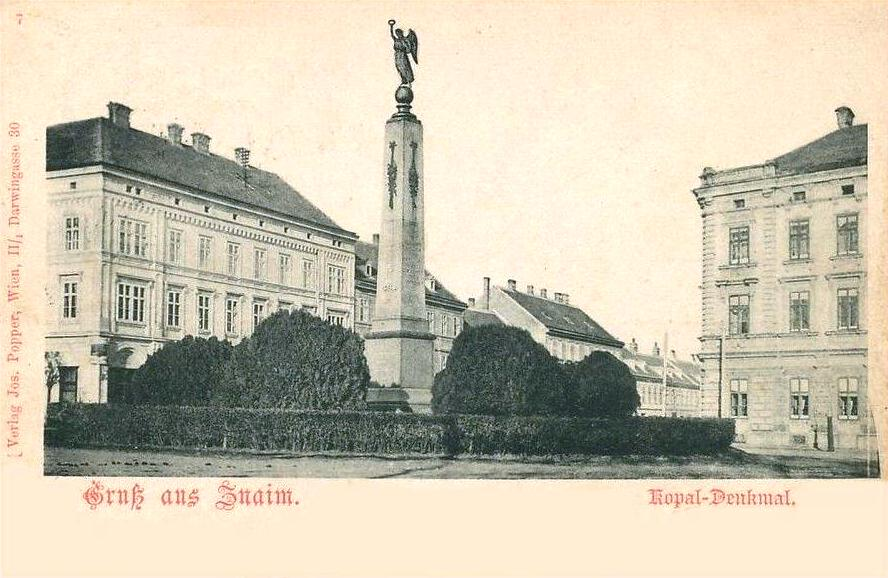
Kopalův památník (1898)
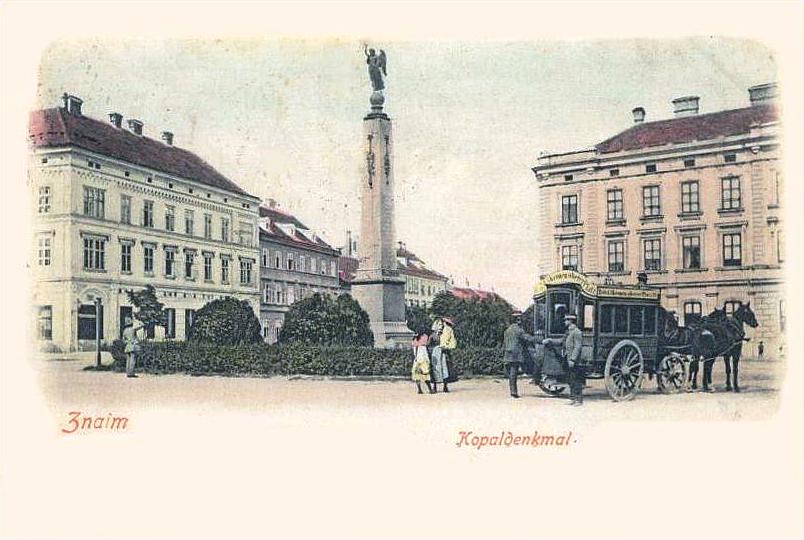
Kopalův památník (1898)
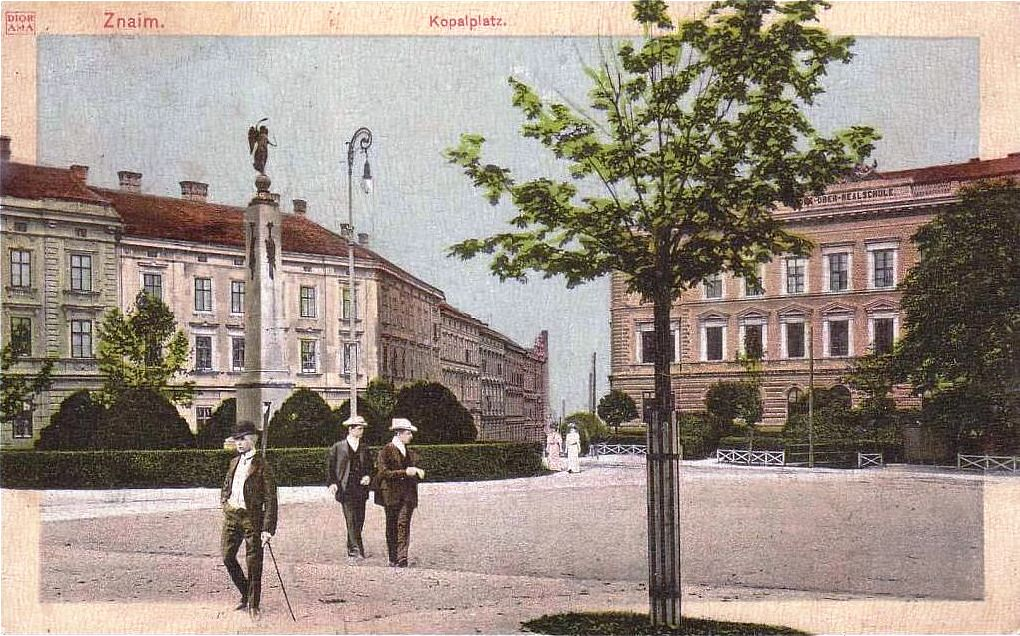
Kopalův památník (1911)
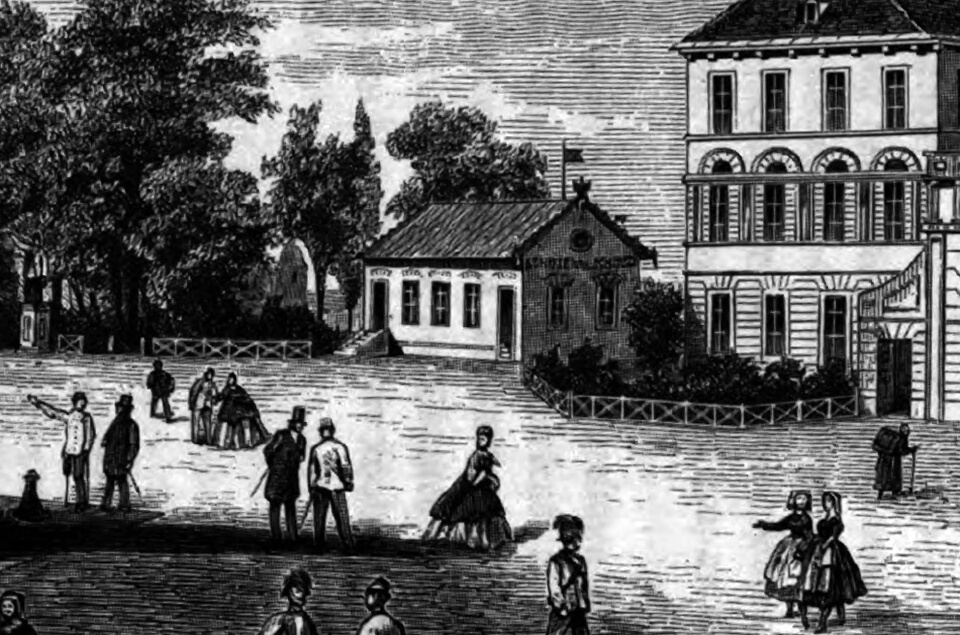
Kopalova invalidovna (J. Strack 1864)